# Brachycaudus cerinthis
Brachycaudus cerinthis är en insektsart. Brachycaudus cerinthis ingår i släktet Brachycaudus och familjen långrörsbladlöss. Inga underarter finns listade i Catalogue of Life.